# Municipio de Rich Hill (Ohio)
El municipio de Rich Hill (en inglés: Rich Hill Township) es un municipio ubicado en el condado de Muskingum en el estado estadounidense de Ohio. En el año 2010 tenía una población de 454 habitantes y una densidad poblacional de 4,77 personas por km².

## Geografía
El municipio de Rich Hill se encuentra ubicado en las coordenadas 39°53′21″N 81°44′10″O / 39.88917, -81.73611. Según la Oficina del Censo de los Estados Unidos, el municipio tiene una superficie total de 95.23 km², de la cual 94,22 km² corresponden a tierra firme y (1,06 %) 1,01 km² es agua.

## Demografía
Según el censo de 2010, había 454 personas residiendo en el municipio de Rich Hill. La densidad de población era de 4,77 hab./km². De los 454 habitantes, el municipio de Rich Hill estaba compuesto por el 98,46 % blancos, el 0,88 % eran afroamericanos, el 0,22 % eran asiáticos, el 0,22 % eran isleños del Pacífico y el 0,22 % eran de una mezcla de razas. Del total de la población el 0,88 % eran hispanos o latinos de cualquier raza.